# 明岳周作
明岳 周作（あきおか しゅうさく、1955年〈昭和30年〉1月3日 - ）は、日本の政治家。元広島県江田島市長（2期）。2024年11月市長選に不出馬、2024年12月4日の任期満了をもって引退した。次期市長は土手三生（前・副市長、無所属、推薦：自民党・公明党）。

## 来歴
広島県江田島町秋月（現・江田島市）出身。1973年（昭和48年）3月、広島県立呉三津田高等学校卒業。1979年（昭和54年）3月、中央大学卒業。同年4月、呉市役所に入庁。
2015年（平成27年）1月、呉市副市長に就任。
2016年（平成28年）7月15日、任期満了に伴う江田島市長選挙に立候補する意向を表明、同日、副市長を辞職。同年11月13日に行われた市長選に自由民主党・公明党の推薦を得て立候補。元沖美町長の松井晃、元市議の胡子雅信らを破り初当選を果たした。12月5日、市長に就任。選挙の結果は以下のとおり。
※当日有権者数：21,348人 最終投票率：68.62%（前回比：pts）
| 候補者名 | 年齢 | 所属党派 | 新旧別 | 得票数  | 得票率 | 推薦・支持             |
| -------- | ---- | -------- | ------ | ------- | ------ | ---------------------- |
| 明岳周作 | 61   | 無所属   | 新     | 5,976票 | 41.2%  | （推薦）自民党・公明党 |
| 松井晃   | 69   | 無所属   | 新     | 4,527票 | 31.2%  |                        |
| 胡子雅信 | 46   | 無所属   | 新     | 4,004票 | 27.6%  |                        |

2020年（令和2年）、無投票により再選し、2期目となる。
2024年9月5日、健康上の問題を考慮し、11月の市長選挙に立候補せず2期限りでの退任することを表明した。